# Wrap

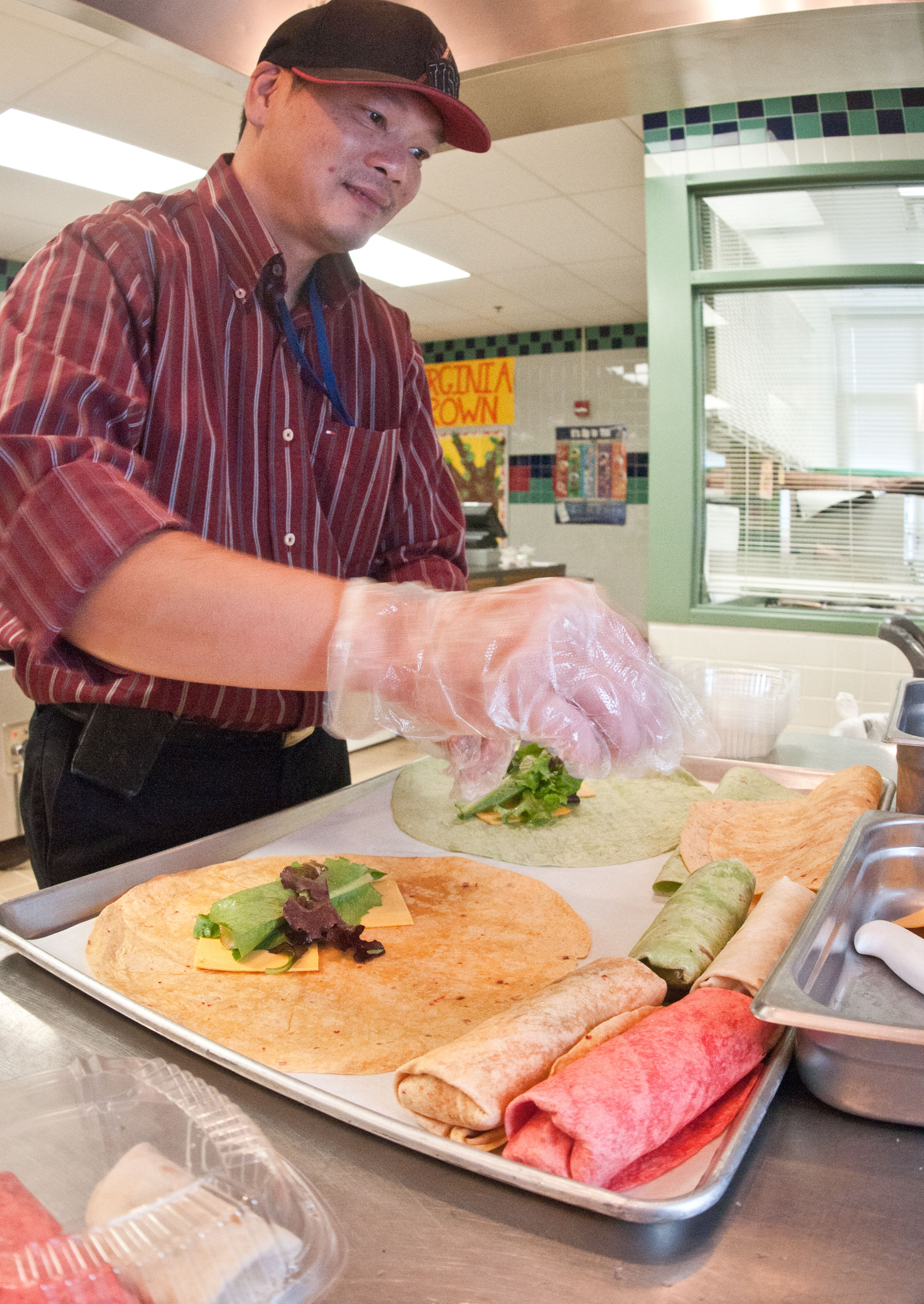
Bereiding van wraps

Een wrap (Engels voor wikkel, waarin iets opgerold is) is een dunne pannenkoek waarin soms vlees en verder allerlei groenten en andere ingrediënten worden gerold. Het basisbestanddeel van een wrap is meestal maïs- of tarwemeel.
In de Mexicaanse keuken zijn er verschillende pannenkoeken die als basis worden gebruikt, zoals de burrito, enchilada, fajita en tortilla. Hierdoor wordt een Mexicaanse herkomst van de wrap vermoed. Het verschil tussen een wrap en een tortilla is dat wraps groter zijn. De herkomst is echter niet zeker en zou ook in 1982 in Boston of in 1995 in San Francisco kunnen liggen.

## Galerij
| Wrap met kip en groenten |  | Een gezond wrap van Surinaamse roti |
| Wrap met kip en groenten |  | Wrap gezond van Surinaamse roti     |